# Лещенко, Владимир Петрович
Владимир Петрович Лещенко (1 января 1939, Ростов-на-Дону — 3 февраля 2018) — российский художник.

## Биография
Родился 1 января 1939 года в Ростове-на-Дону.
Окончил Ростовское художественное училище им. М. Б. Грекова.
Жил и работал в Москве.
Умер 3 февраля 2018 года.

## Персональные выставки
- 2013 — «Владимир Лещенко, Екатерина Лещенко». Галерея Москомархитектуры, Москва.[3]
- 2001 — «Снежные горы». Галерея «Союз. Творчество», Москва.
- 2004 — «Владимир Лещенко». Международный центр Рерихов, Москва.[4]
- 2000 — «Владимир Лещенко». Международный центр Рерихов, Москва.[3]

## Избранные групповые выставки
- 2010 — «Русская метафизика». Галерея «С-Арт», Москва.[5]
- 2002 — «Новый век». Музей современного искусства, Москва.